# Christian d'Espic
Christian d'Espic de Ginestet, dit Christian d'Espic, né le 1er juillet 1901 à Clermont-Ferrand, et mort à Castres le 7 février 1978 est un peintre, graveur et chirurgien français.

## Biographie
Fils d'Emilien d'Espic de Ginestet et de Jeanne-Marie Namuroy, Christian d'Espic est issu de la famille d'Espic de Ginestet anoblie en 1741 par charge de conseiller à la Cour des Comptes de Montpellier.
Son éveil artistique se fait dans le Lot. Bien que son désir soit d'entrer à l'École des beaux-arts, il se plie à la volonté de ses parents qui l'envoient à Paris afin de suivre des études de médecine. En 1933, il s'installe en tant que chirurgien[source secondaire souhaitée] à Castres dans le Tarn.
À la fin des années 1930, Christian d'Espic réalise ses premières toiles[source secondaire souhaitée].
L'artiste fait la connaissance d'Yves Alix à la fin des années 1940 et d'André Lhote au début des années 1950. En 1945-1946, il se lie d'amitié avec Jacques Villon qui séjourne dans le Tarn à La Brunié, demeure de la famille d'André Mare. Ces trois rencontres vont déterminer sa carrière artistique. Christian D'Espic étudie les ouvrages de Lhote sur la peinture et Villon l'initie à la gravure en lui livrant ses secrets techniques[source secondaire souhaitée].
Invité à Saint-Tropez par Yves Alix, d'Espic découvre la Côte d'Azur en 1950, puis, incité par André Lhote qui séjourne régulièrement à La Cadière-d'Azur, il acquiert une maison dans ce village varois en 1955[source secondaire souhaitée]. Pendant plus de vingt ans, le peintre produira dans cette région des tableaux. 
Dès 1951, il participe à des salons dont le Salon d'automne où il devient sociétaire puis est admis membre du comité de la gravure[source secondaire souhaitée]. 
En 1957, l'artiste découvre Les Saintes-Maries-de-la-Mer et jusqu'en 1975, il se rend chaque année en Camargue afin de peindre sur le motif[source secondaire souhaitée]. 
En 1972, Christian d'Espic est invité en résidence à la Fondation François Desnoyer de Saint-Cyprien[source secondaire souhaitée]. 
Après son décès, deux rétrospectives sont organisées : l'une  en 1979 par la ville de Castres au musée Goya, et à la bibliothèque municipale, l'autre en 1991 par la ville de Toulouse au musée des Augustins.
Ses œuvres figurent dans des collections publiques dont Paris (musée d'art moderne de la ville de Paris), Albi, Carcassonne, Castres (musée Goya), Genève et Toulouse (Les Abattoirs).

## Principales expositions

### Personnelles
- 1956, D'Espic Gravures, Paris, Galerie Marcel Guiot : gravures (catalogue)
- 1959, Peintures Récentes de d'Espic, Paris, Galerie Marcel Guiot : peintures (catalogue)
- 1961, Christian d'Espic Monuments de Paris, Paris, Galerie 17 Vendôme : peintures, gravures (catalogue)
- 1969, Christian d'Espic, Castres, Atelier 7 : peintures, gravures
- 1976, D'Espic, Paris, Galerie Robert Guiot : peintures, gravures (catalogue)
- 1979, D'Espic Rétrospective, Castres, Musée Goya : peintures (catalogue) ; D'Espic Gravures, Castres, Bibliothèque Municipale : gravures (catalogue)
- 1981, D'Espic, Albi, Musée Toulouse-Lautrec : peintures, gravures (catalogue)
- 1983, Christian d'Espic Peintures Estampes, Carcassonne, Musée des Beaux-Arts : peintures, gravures (catalogue)
- 1986, D'Espic Peintre-Graveur, Paris, Galerie Jean-Pierre Joubert : peintures, gravures
- 1991, D'Espic Rétrospective, Toulouse, Musée des Augustins : peintures, dessins, gravures, sculptures
- 1991, Christian d'Espic, Toulouse, Espace Croix-Baragnon : gravures
- 1995, d'Espic, Castres, Atelier 7 : peintures
- 1996, Christian d'Espic Hommes Volants, Musée des beaux-arts de Gaillac : peintures, gravures (catalogue)
- 1998, Christian d'Espic Aquarelles et Gouaches Inédites, Castres, Musée Goya : peintures, dessins, gravures (catalogue)
- 2005, Atelier Chritian d'Espic, Toulouse, Artcurial : peintures, gravures (catalogue)
- 2009, Christian d'Espic Œuvres sur Papier, Toulouse, Galerie P. & P. Chabbert : gouaches, dessins (catalogue)
- 2010, Christian d'Espic Huiles Gouaches Dessins, Paris, Galerie Arnaud Charvet : huiles, gouaches, dessins (catalogue)
- 2023, Christian d'Espic Gravures, Vabre, Galerie Daniel Vignal : gravures
- 2024, Christian d'Espic , La Cadière-d’Azur, Galerie 50 : peintures

### Salons
- 1951-1978, Salon d'Automne, Paris, Grand-Palais : peintures, gravures
- 1951-1963, Salon de Mai, Paris, Musée d'Art Moderne : peintures, gravures
- 1955-1978, Salon des Artistes Indépendants, Paris, Grand-Palais : peintures
- 1959-1963, Jeune Gravure Contemporaine, Paris, Musée National d'Art Moderne : gravures
- 1963-1972, Terres Latines, Paris, Musée national d'art moderne : peintures

#### Monographies
- Villon Jacques et Mare Anne-Françoise, Christian d'Espic, Presses de la Santé, 1969.
- Ginestet Colette de, L'Œuvre Gravé de Christian d'Espic Catalogue Raisonné, Société des Amis de Christian d'Espic, 1988.
- Ginestet Patrice de, Christian d'Espic Catalogue Raisonné Les Peintures à l'Huile, Société des Amis de Christian d'Espic, 1999
- Ginestet Patrice de, Christian d'Espic Monuments de Paris, Patrice de Ginestet, 2011.
- Virat Philippe, Christian d'Espic (1901-1978), peintre, graveur... et chirurgien, intensément cadiéren, Publication de la Société d'histoire de La Cadière d'Azur, 2023.

#### Catalogues d'expositions
- D'Espic Gravures, Galerie Marcel Guiot, Paris, 1956.
- Christian d'Espic Monuments de Paris, Galerie 17 Vendôme, Paris, 1961.
- D'Espic, Galerie Robert Guiot, Paris, 1976.
- D'Espic Rétrospective, Musée Goya, Castres, 1979.
- D'Espic Gravures, Bibliothèque Municipale, Castres, 1979.
- Castres Trois Ateliers, Centre Régional d'Art Contemporain, Labège, 1989.
- Christian d'Espic Aquarelles et Gouaches Inédites, Musée Goya, Castres, 1998.
- Christian d'Espic Œuvres sur Papier, Galerie P. & P. Chabbert, Toulouse, 2009.
- Christian d'Espic Huiles Gouaches Dessins, Galerie Arnaud Charvet, Paris, 2010. Disponible en ligne
- La Cadière d'Azur - Foyer d'Art Moderne, Espace Culturel, La Cadière-d'Azur, 2014.
- École de Paris et Jeune Peinture, Galerie 50, La Cadière-d'Azur, 2017.

#### Ouvrages généraux
- Harambourg Lydia, L'École de Paris 1945-1965 Dictionnaire des Peintres, Ides et Calendes, 1993, page 164.
- Merle Annie, Les Peintres de l'École Toulousaine, Michael Ittah, 1994, pages 95 à 97.
- Greslé-Bouignol Maurice, Les Tarnais Dictionnaire Biographique, Fédération des Sociétés Intellectuelles du Tarn, 1996, page 124.
- Delarge Jean-Pierre, Dictionnaire des Arts Plastiques Modernes et Contemporains, Gründ, 2001, page 404.
- Marchal Gaston-Louis, À propos d'artistes plasticiens Castrais du XXe siècle Dictionnaire, Société culturelle du Pays castrais, 2002, pages 89 à 95.
- Merle Annie, L'École de Toulouse Grands Acteurs de l'Art Contemporain, Atlantica, 2010, pages 113 et 266.
- Israël Armand, Guide International des Experts & Spécialistes 2011-2012, Éditions des Catalogues Raisonnés, 2011, pages 134, 407 et 686.